# Monochamus desperatus
Monochamus desperatus là một loài bọ cánh cứng trong họ Cerambycidae.